# Fabíola Cardoso
Fabíola Cardoso (29 de noviembre de 1972, Angola) es una profesora, activista social y ex diputada de la Asamblea de la República Portuguesa y Vicepresidenta de la Comisión de Asuntos Europeos. Está afiliada al partido Bloque de Izquierda en el distrito de Santarém, y es reconocida por su trabajo en temas ambientales, educativos y sociales como la causas LGBT.
Fabíola también es fundadora de la asociación portuguesa para mujeres lesbianas, Clube Safo.

## Biografía
Cardoso nació un 29 de noviembre de 1972 en Angola y creció en Beira Baixa. Desde muy joven se interesó por la lectura, lo que la llevó a buscar referentes y a acercarse a otras lesbianas en Lisboa a través de Organa, la primera publicación lésbica portuguesa. Este contacto fue fundamental para la consolidación de su identidad y compromiso social.

### Formación y Carrera Profesional
Fabíola se licenció en Enseñanza de Biología y Geología por la Universidad de Aveiro. Fue profesora de Biología en la Escuela Secundaria Sá da Bandeira y, entre 2016 y 2019, profesora en el Agrupamento de escuelas Dr. Ginestal Machado y formadora en el Centro de Formación de Profesores da Lezíria do Tejo. 

### Activismo
En 1996, Fabíola Cardoso fundó el Clube Safo, la primera asociación lésbica portuguesa, con sede en Santarém. La asociación recién quedaría debidamente registrada y oficializada en el año 2002.
Fabíola es lesbiana y desde muy joven se ha involucrado en las causas de la comunidad LGBT. Participó en la organización de la primera Marcha LGBT realizada en Portugal, en 2000, y también organizó y participó en numerosos eventos online relacionados con los Derechos LGBT en 2020, promovió una versión alternativa (online) de la Marcha de Santarém y estuvo presente en la Marcha de Viseu. 
Como activista LGBT, Fabíola ha sido una voz activa en la lucha por los derechos de la homoparentalidad en Portugal. En 2013, relatando su caso personal en una carta dirigida a los diputados de la Asamblea de la República, publicada en el sitio web Famílias Arco Íris de la Associação ILGA Portugal, Fabíola subrayó que fue su enfermedad -un carcinoma invasivo de mama, que requirió mastectomía y quimioterapia- lo que la llevó a ser consciente de que, si fallecía, nada en la ley garantizaría que la otra madre pudiera tener la tutela de sus dos hijos.

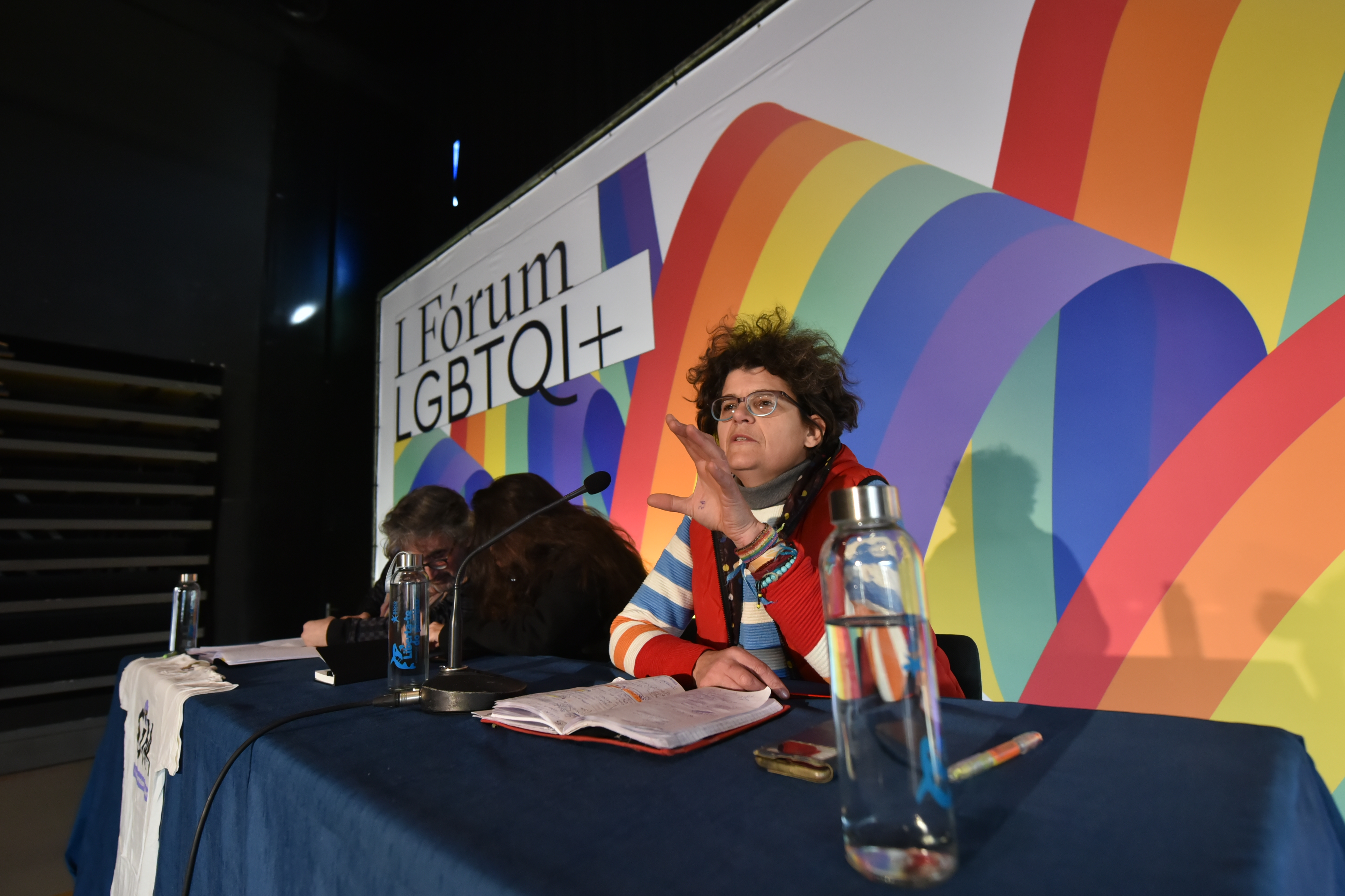
Fabíola Cardozo en el I Fórum LGBTQI+ del Bloque de Izquierda celebrado en 2023

También ha denunciado la persistente discriminación de donantes de sangre por su orientación sexual en Portugal, principalmente durante la pandemia de COVID-19. Debido a la presión sobre el Sistema Nacional de Salud portugués, el Instituto Portugués do Sangue e da Transplantação (IPST) alertó sobre las reservas de algunos grupos sanguíneos, especialmente el más frecuente, que solo durarían unos días.
En marzo de 2021, Fabíola participó en un acto de la asociación Opus Diversidades que reunió a personas LGBT frente al ISPT para una donación colectiva de sangre, el mismo día de la revisión de la norma por la Direcção-Geral de Saúde (DGS).
En ese mismo mes, la DGS emitió la norma “Seleção de Pessoas Candidatas à Dádiva de Sangue com Base na Avaliação de Risco Individual”, que reitera el principio de no discriminación por orientación sexual. Fabíola Cardoso celebró la eliminación de las “referencias a subpoblaciones de riesgo acrescido” y de las “referencias discriminatorias a hombres que tienen sexo con hombres (HsH)”, así como el lenguaje inclusivo y la reiteración del principio de no discriminación.

### Trayectoria política
Fabíola se unió al Bloque de Izquierda por su afinidad con las causas ambientales, al participar en una protesta en Santarém cuando el distrito no se adhería al Día Europeo Sin Coches. Posteriormente, su nombre surgió como sugerencia del consejo. Actualmente, defiende ese distrito en la Asamblea de la República Portuguesa, especialmente en temas relacionados con la contaminación de los cursos de agua.La legalidad estatutaria de la aprobación de Fabíola Cardoso por la Dirección Nacional como cabeza de lista para las elecciones legislativas del Distrito de Santarém fue confirmada por la Comisión de Derechos del Bloque de Izquierda en julio de 2019.
En 2020, Cardoso, junto con el diputado Ricardo Vicente, participó en las audiencias de la Comisión Eventual de Investigación Parlamentaria sobre la actuación del Estado en la concesión de ayudas tras los incendios de 2017 en Pedrógão Grande y otros municipios de la zona del Pinhal Interior.

## Premios y reconocimientos
- 2020: Reconocimiento como Política del Año, por haber sido "una voz presente en la defensa de las personas LGBTI a lo largo de 2020 ", Prêmios dezanove 2020.[13]